# جرمین اونیل
جرمین اونیل (انگلیسی: Jermaine O'Neal؛ زاده ۱۳ اکتبر ۱۹۷۸) یک بازیکن بسکتبال اهل ایالات متحده آمریکا است.